# Atletismo nos Jogos Pan-Americanos de 1995 - Lançamento de disco masculino
A prova do lançamento de disco masculino nos Jogos Pan-Americanos de 1995 foi realizada em 21 de março no Estádio Atlético "Justo Roman".

## Medalhistas
| Ouro                  | Prata                    | Bronze                           |
| Roberto Moya CUB Cuba | Alexis Elizarde CUB Cuba | Randy Heisler USA Estados Unidos |

## Final
| Posição           | Nome                | Nacionalidade      | Marca | Notas |
| ----------------- | ------------------- | ------------------ | ----- | ----- |
| Medalha de ouro   | Roberto Moya        | CUB Cuba           | 63.58 |       |
| Medalha de prata  | Alexis Elizarde     | CUB Cuba           | 62.00 |       |
| Medalha de bronze | Randy Heisler       | USA Estados Unidos | 60.12 |       |
| 4                 | Ramón Jiménez Gaona | PAR Paraguai       | 59.56 |       |
| 5                 | Marcelo Pugliese    | ARG Argentina      | 55.68 |       |
| 6                 | Carlos Scott        | USA Estados Unidos | 54.58 |       |
| 7                 | Julio Piñero        | ARG Argentina      | 52.46 |       |
| 8                 | Brian Bynoe         | DMA Dominica       | 40.14 |       |